# Жанна Авріль
Жанна Авріль (фр. Jane Avril, справжнє ім'я Жанна Бодон; 31 травня 1868, Бельвіль — 16 січня 1943, Париж) — танцівниця канкану в Мулен Руж та модель Тулуз-Лотрека. 

## Життєпис
Жанна Авріль навчилась танцювати самотужки, ніколи не отримуючи жодних уроків танцю.
Мала складне дитинство — батько покинув родину, мати жорстоко била Жанну, як наслідок вона опинилася у домі для божевільних, з якого її відпустили тільки через те, що персонал був у захваті від її танцювального таланту. Жан-Мартен Шарко до цього робив з нею досліди та дослідження свого методу.
Як і її попередниця в Мулен-Руж Ла Гулю, розпочала кар'єру в 16 років. 
Виступаючи з танцювальними імпровізаціями до вальсів у ресторані Бале Бульєр та з 1889 року з номером «Красуня, що нудьгує» в Іподромі, вона почала заробляти перші гроші. При відкритті Мулен-Руж 6 жовтня 1889 року Жанна Авріль виступила з соло номером та стала поряд з Ла Гулю зіркою кабаре.
ЇЇ партнеркою була Містангетт, друзями — Жоріс-Карл Гюїсманс, Огюст Ренуар, Моріс Баррес, Альфонс Алле.
Востаннє виступала у 1935 році. Останні роки жебракувала, померла в домі для літніх людей, куди її влаштували 1942 року за сприяння Саші Ґітрі. Похована на цвинтарі Пер-Лашез.

## Галерея

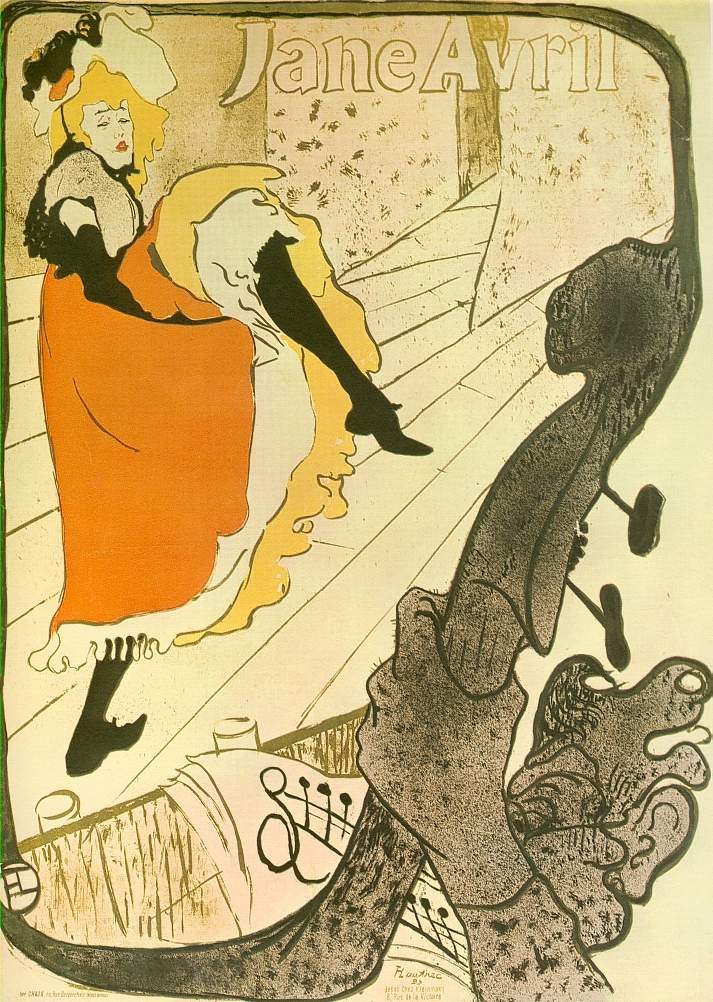
Жанна Авріль, афіша Тулуз-Лотрека, 1893
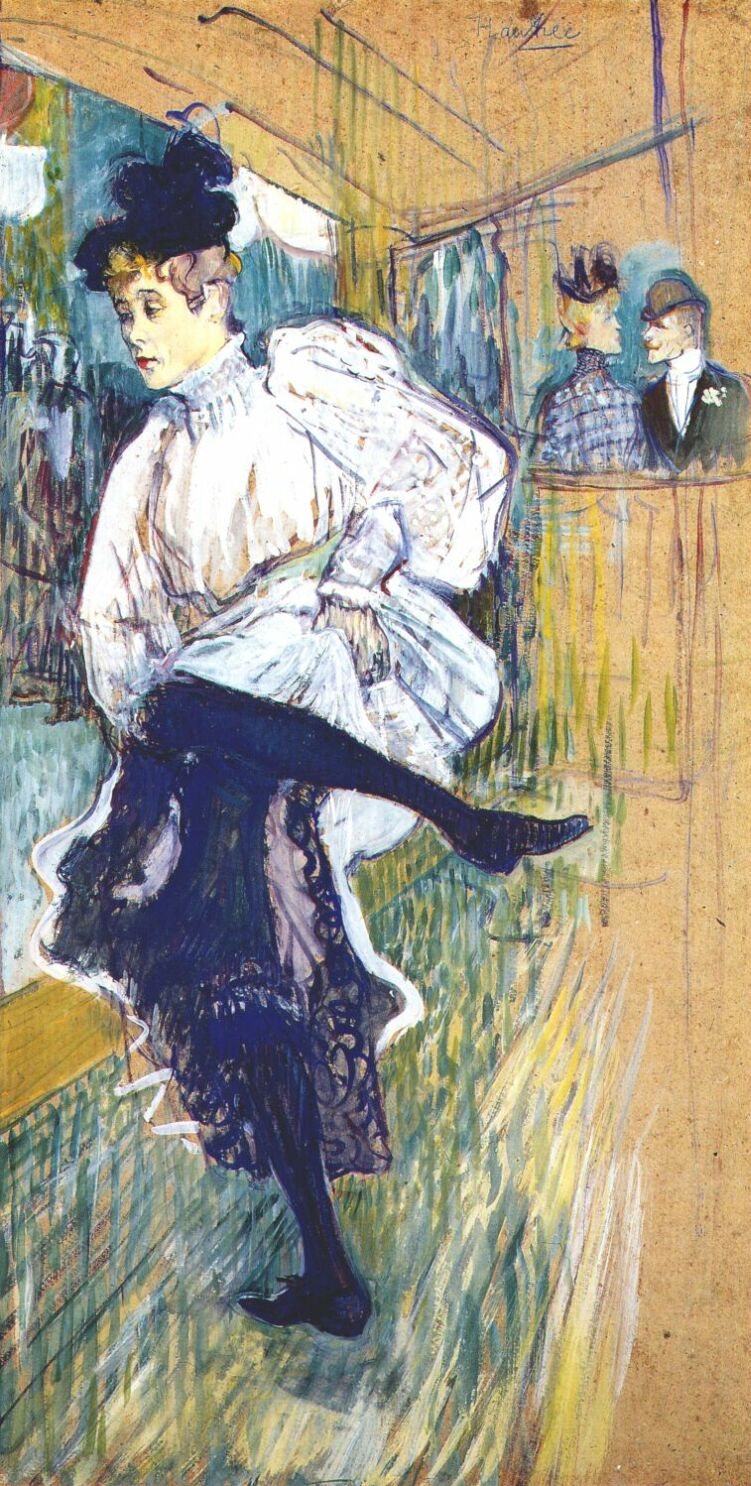
Тулуз-Лотрек. Жанна Авріль, 1892